# São Paio de Oleiros
São Paio de Oleiros is een plaats (freguesia) in de Portugese gemeente Santa Maria da Feira en telt 4 003 inwoners (2001).

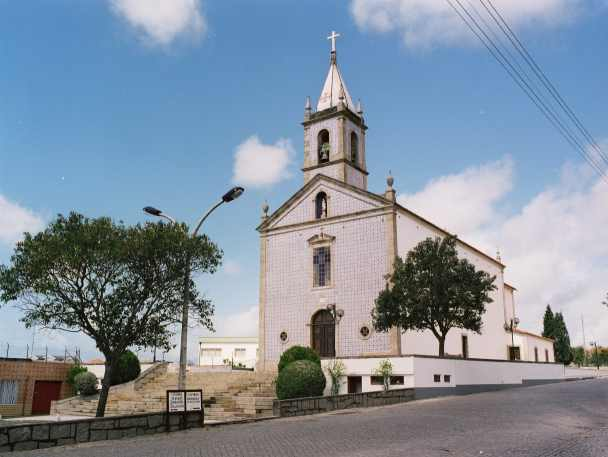
Kerk van São Paio de Oleiros
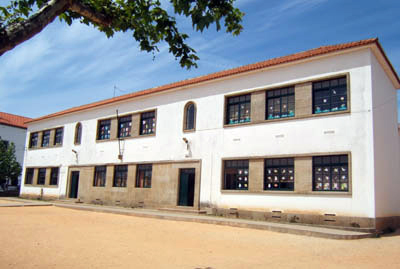
School bij de kerk van São Paio de Oleiros
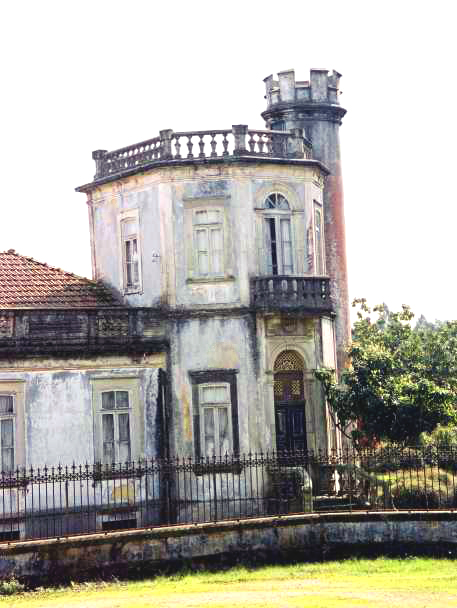
Palácio da Quinta da Cardenha
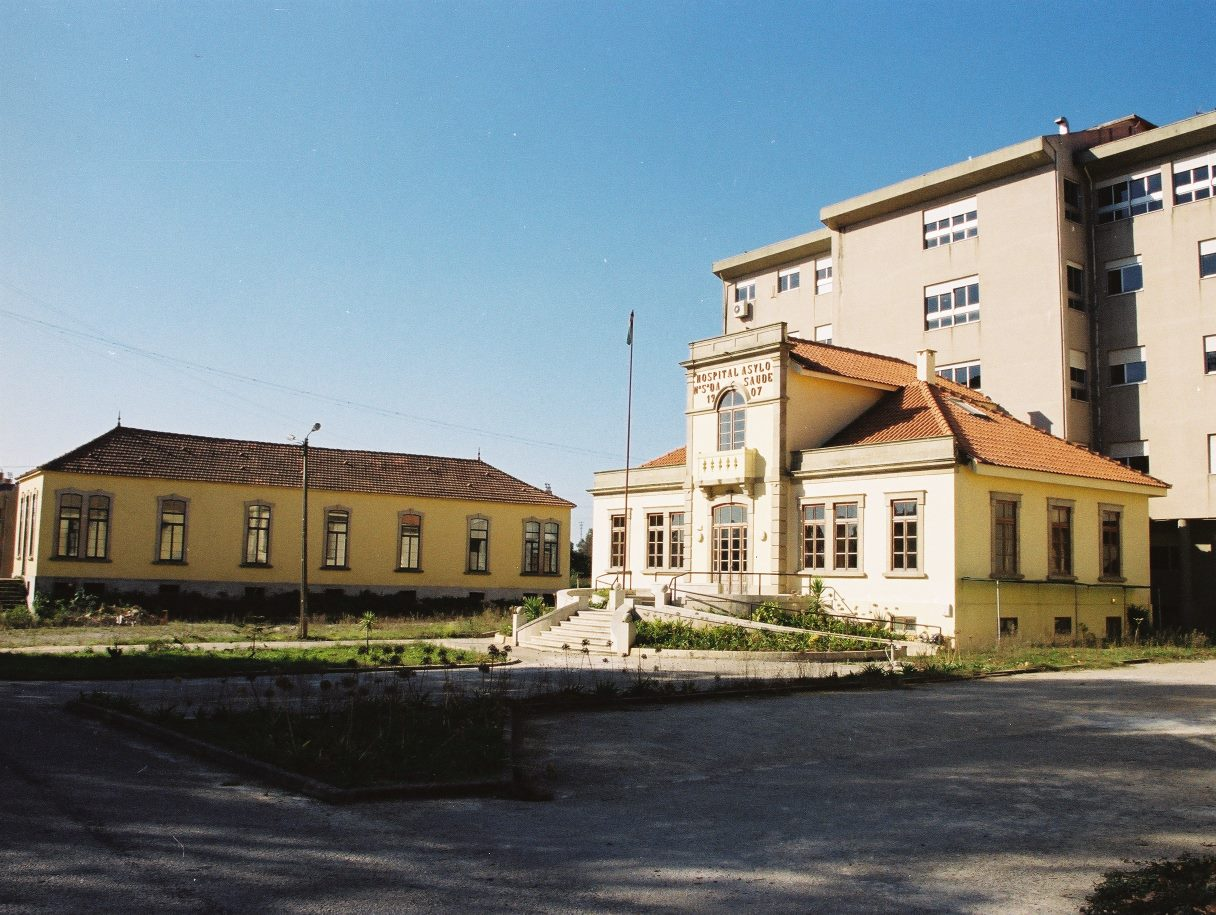
Ziekenhuis Nossa Senhora da Saúde